# Liste der Kulturdenkmäler in Limbach (Westerwald)
In der Liste der Kulturdenkmäler in Limbach sind alle Kulturdenkmäler der rheinland-pfälzischen Ortsgemeinde Limbach aufgeführt. Grundlage ist die Denkmalliste des Landes Rheinland-Pfalz (Stand: 21. Dezember 2021).

## Einzeldenkmäler
| Bezeichnung | Lage                           | Baujahr                           | Beschreibung                                                                                     | Bild                           |
| ----------- | ------------------------------ | --------------------------------- | ------------------------------------------------------------------------------------------------ | ------------------------------ |
| Brücke      | Bergstraße/Mühlenaustraße Lage | 19. Jahrhundert                   | zweibogige Straßenbrücke über die Kleine Nister, wohl aus dem 19. Jahrhundert                    | weitere Bilder Fotos hochladen |
| Scheune     | Bornstube, zu Nr. 7 Lage       |                                   | Fachwerkscheune                                                                                  | Fotos hochladen                |
| Dorfmuseum  | Bornstube 10 Lage              |                                   | ehemalige Fachwerkscheune                                                                        | Fotos hochladen                |
| Wegekapelle | Hauptstraße, bei Nr. 1 Lage    | 19. Jahrhundert                   | Bruchsteinbau, wohl aus dem 19. Jahrhundert                                                      | weitere Bilder Fotos hochladen |
| Quereinhaus | Mühlenaustraße 18 Lage         | um 1900                           | Fachwerk-Quereinhaus, teilweise massiv und verschiefert, um 1900                                 | Fotos hochladen                |
| Wohnhaus    | Ringstraße 3 Lage              | erste Hälfte des 18. Jahrhunderts | Wohnstallhaus; Fachwerkbau, teilweise massiv, erste Hälfte des 18. Jahrhunderts und wohl um 1800 | Fotos hochladen                |